# Pasiteles
Pasiteles (en griego, Πασιτέλης), también llamado Pasiteles el joven, fue un escultor de la escuela neoática en el tiempo de la Roma Antigua que trabajó durante el mandato de Julio César. Según Plinio, Pasiteles nació en la Magna Grecia, y obtuvo la ciudadanía romana. Trabajó durante un período donde había una gran demanda de copias y variaciones de los trabajos notables de las esculturas griegas: la demanda fue atendida por los talleres de Pasiteles y sus pupilos Stephanus, Menelaus y otros.

## Obras
Se atribuyen a Pasiteles algunas de las obras más importantes de la escuela neoática. Los principales datos históricos de su existencia parten de Plinio, que nos informa del compendio o catálogo de las esculturas más famosas del mundo diseñado por Pasiteles.
Se le atribuyen además las siguientes esculturas:
- La Atalanta de la Galería de los Candelabros en el Museo Vaticano. Mármol.
- Grupo escultórico de Cástor y Pólux, hermanos fruto de los amores que Zeus tuvo con Leda. Mármol.
- Un Júpiter en oro y marfil.
- Numerosas obras en bronce.

## Muerte
Sabemos por Plinio el Viejo que el artista murió en los muelles del Tíber, junto al Campo de Marte. Este era el lugar donde desembarcaban los animales para los espectáculos romanos del circo y el anfiteatro. El artista fue atacado por una pantera que había escapado de una jaula mientras observaba a un león tras los barrotes de otra, quizás tomando algún apunte para una nueva obra de arte.